# Expur
Expur Urziceni este o companie producătoare de ulei vegetal din România.
Compania a fost preluată în anul 1997, de către Alisa Finance&Trade Geneva, parte a grupului elvețian Alimenta-Geneva.
În octombrie 2010, Expur a fost preluată de gigantul francez Sofiproteol în cadrul unei tranzacții de circa 80 de milioane de euro.
Compania deține silozuri la Fierbinți și Urziceni, precum și o fabrică specializată în procesarea boabelor de soia în Urziceni, și o altă unitate la Slobozia.
Număr de angajați:
- 2010: 450[2]
- 2009: 600[1]

Cifra de afaceri:
- 2009: 114 milioane euro[2]
- 2007: 100 milioane euro[4]
- 2006: 63,8 milioane euro[3]

Venit net în 2007: 7,2 milioane euro